# New Economics Foundation
The New Economics Foundation (NEF) är en brittisk oberoende tankesmedja (think-tank), eller som organisationen själv beskriver det, en "think-and-do tank", som lanserat begreppet den ekologiska skuldens dag.
Gruppens mål är att företräda en progressiv uppfattning inom frågor rörande välfärdsekonomi och miljö. Detta gör det bland annat genom att söka och lansera alternativa lösningar på sociala, ekonomiska och miljömässiga problem. 
En ideologisk ståndpunkt är att de vill stödja den lokala ekonomin. En annan är att de förhåller sig kritisk till dagens globalisering. 
Nef ger ut egna publikationer.